# Asfeld
 Asfeld  es una comuna y población de Francia, en la región de Champaña-Ardenas, departamento de Ardenas, en el distrito de Rethel. Es el chef-lieu y mayor población del cantón de su nombre.
En 1970 absorbió Juzancourt.
Su población municipal en 2010 era de 1077 habitantes.
Está integrada en la Communauté de communes de l'Asfeldois, de la que es la mayor población.

## Demografía[3][1]
| 947 | 1 056 | 1 084 | 1 121 | 1 221 | 1 284 | 1 220 | 1 238 | - | - | 1 151 | 1 102 | 1 057 | 1 078 | 961 | 965 | 950 | 913 | 932 | 907 | 1 020 | 849 | 840 | 812 | 772 | 812 | 843 | 803 | 926 | 1 015 | 1 061 | 976 | 1077 |
| Para los censos de 1962 a 1999 la población legal corresponde a la población sin duplicidades (Fuente: INSEE [Consultar]) |       |       |       |       |       |       |       |   |   |       |       |       |       |     |     |     |     |     |     |       |     |     |     |     |     |     |     |     |       |       |     |      |

## Monumentos
- Iglesia de San Desiderio. Construida en 1683 según los planos del padre dominico François Romain. Es de estilo barroco y está realizada en ladrillo.[6]
- Molino harinero llamado de Arlot.[7]
- Cementerio alemán.[8]

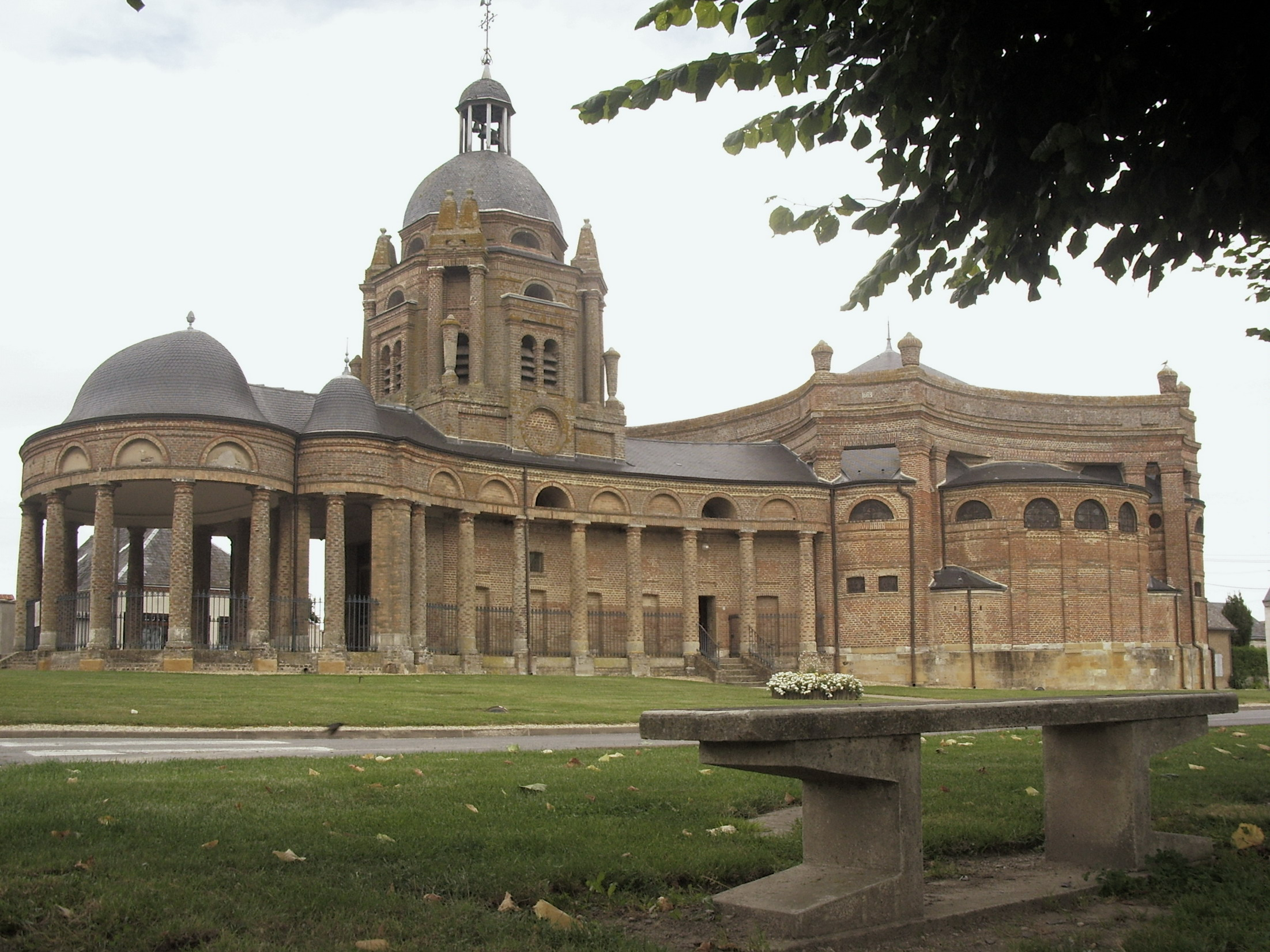
Iglesia de San Desiderio.
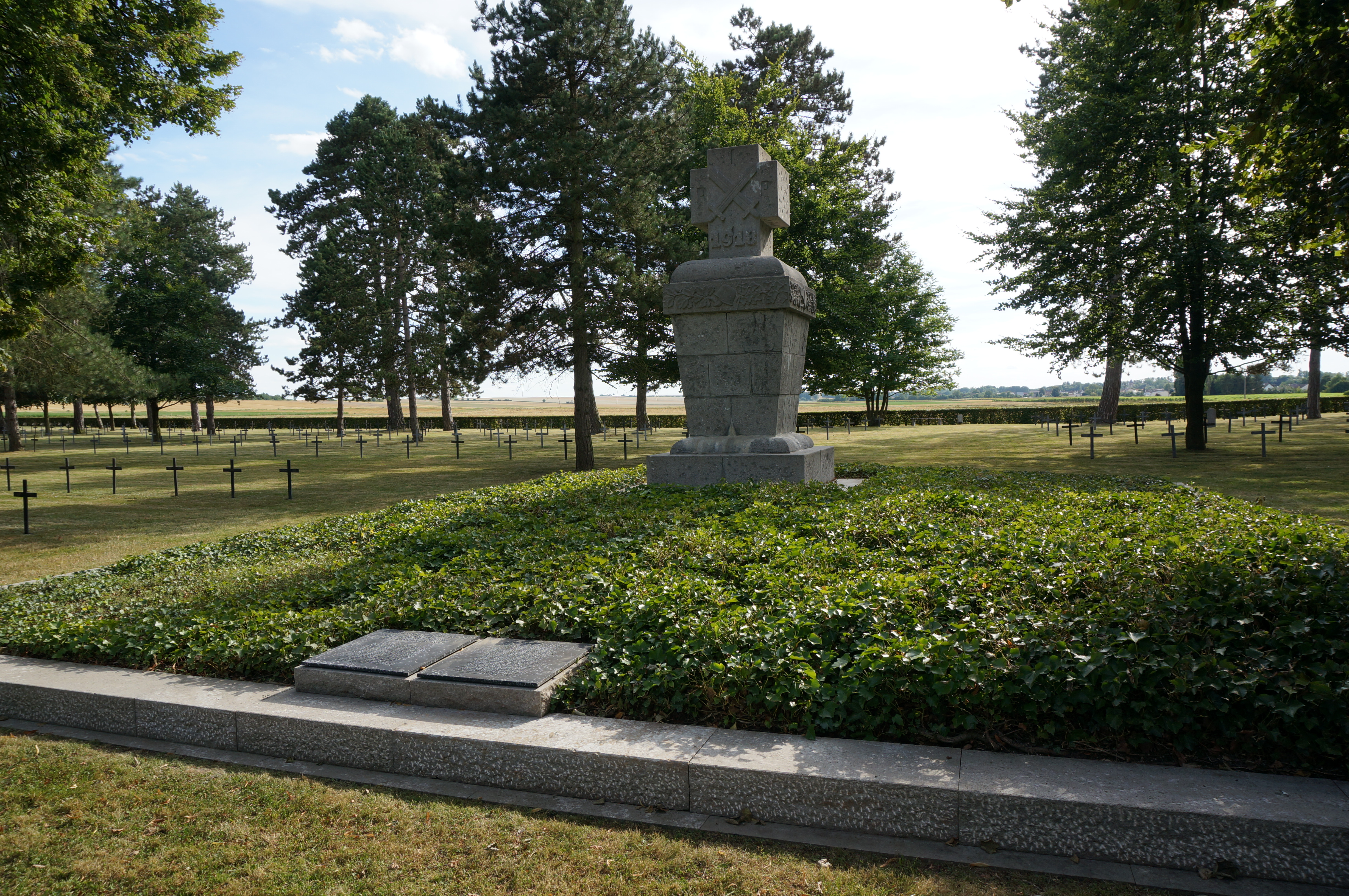
Cementerio alemán.